# Jan Verroken
Joannes Josephus (Jan) Verroken (ur. 30 stycznia 1917 w Melden, zm. 24 lipca 2020 w Mechelen) – belgijski polityk i samorządowiec, parlamentarzysta krajowy, poseł do Parlamentu Europejskiego I kadencji, burmistrz Oudenaarde.

## Życiorys
W 1941 uzyskał licencjat z filologii germańskiej na Katolickim Uniwersytecie w Lowanium, pracował następnie jako nauczyciel. Od 1945 zaangażowany w działalność Chrześcijańskiej Partii Społecznej i jej kontynuatorki Chrześcijańskiej Partii Ludowej. W latach 1950–1981 zasiadał w Izbie Reprezentantów, w której był m.in. wiceprzewodniczącym (1971–1979) oraz szefem partyjnej frakcji (1966–1969). Znalazł się w proflamanadzkim skrzydle partii, opowiadającym się za podziałem państwa na regiony językowe i rozdzieleniem lowańskiego uniwersytetu. W latach 1963–1979 należał też do międzyparlamentarnej rady konsultacyjnej państw Beneluksu, a w latach 1971–1981 – do parlamentu Wspólnoty Flamandzkiej.
W 1979 uzyskał mandat posła do Parlamentu Europejskiego. Należał do Europejskiej Partii Ludowej, był m.in. wiceprzewodniczącym Komisji ds. Regulaminu i Petycji oraz ds. Weryfikacji Mandatów. Od 1983 do 1999 pozostawał radnym Oudenaarde, w latach 1983–1988 pełnił funkcję burmistrza miejscowości. W 1988 wystąpił z CVP, kandydując później z list lokalnego komitetu.